# Paphiopedilum acmodontum
Paphiopedilum acmodontum là một loài cây thuộc Chi Lan hài, họ Orchidaceae. Đây là thực vật đặc hữu Philippines.